# João Alves Loureiro
João Alves Loureiro, primeiro barão de Javari (pela grafia original, barão de Javary) (Rio de Janeiro, 1812 — Roma, 28 de fevereiro de 1883), foi um diplomata brasileiro.

## Biografia
Era Bacharel em Direito pela Faculdade de Direito da Universidade de São Paulo, em 1834, foi Procurador Fiscal da Tesouraria do Rio de Janeiro e, depois, entrou para a carreira diplomática, chegando a ministro plenipotenciário, tendo sido Embaixador do Brasil no Uruguai, e era ministro plenipotenciário em Roma à data da sua morte.
Agraciado primeiro barão de Javari (pela grafia original, barão de Javary) por D. Pedro II do Brasil por Decreto de 14 ou 17 de julho de 1872, também era do Conselho de Sua Majestade Imperial, cavaleiro da Imperial Ordem de Cristo e oficial da Imperial Ordem da Rosa, além de outras ordens européias: comendador da Ordem de São Miguel da Baviera, comendador de 1.ª classe da Ordem do Leão de Zähringen de Baden e grã-cruz da Ordem da Coroa da Itália.
Também era membro do Instituto Histórico e Geográfico Brasileiro e distinto músico e compositor.